# Jaridżan-e Sofla
Jaridżan-e Sofla – wieś w Iranie, w ostanie Azerbejdżan Zachodni, w szahrestanie Mijandoab. W 2006 roku liczyła 411 mieszkańców.